# Црквино
Црквино (мак. Црквино) — село у Північній Македонії, входить до складу общини Велес Вардарського регіону.
Населення — 363 особи (перепис 2002) в 88 господарствах.